# Cikáni (Karel Hynek Mácha)
Cikáni jsou jediný dokončený román Karla Hynka Máchy; pracoval na něm od října do prosince 1835, avšak dílo neprošlo cenzurou a kompletního vydání se dočkalo až roku 1857.

## Děj
Dva cikáni v pěkných šatech se objeví v hospodě na samotě pod zříceninami starého hradu. Hostinský, žid, je uvítá, a jeho dceru Leu, jindy zamlklou, hned oba zaujmou; obzvláště se jí líbí mladší z cikánů, mladík malé a nesouměrné postavy, ale krásného obličeje. Když oba potulní muzikanti přednesou píseň o trpkém osudu cikánských obránců pevnosti Nagy-Ida za doprovodu cimbálu a houslí, Lea se mladému cikánovi vrhne kolem krku.
Starý vysloužilec Bárta vypráví cikánům o bývalé hospodské jménem Angelina. Tu si jednou majitel panství Valdemar Lomecký, hrabě z Borku, přivezl z Itálie. Angelina později měla syna s krvavým znamením na prsou. Před lety však zmizela a nikdo neví kam a proč.
Cikáni se ubytují v nedaleké jeskyni. Přenocuje tam s nimi také jakási pološílená žena. Druhý den jim o ní Bárta vypráví, že přišla z neznámého kraje. Také se zmíní, že žena nejraději přebývá na strašidelném místě „u kostničního kamene“. Cikáni chtějí odejít, ale Lea mladšího přemluví, aby u nich zůstal, a proto povolil i starší a upustil od cesty za pomstou na dávném nepříteli.
Bárta opět vypravuje, tentokrát o tom, že Lea byla před osmi lety odvlečena na zámek; tím jen utvrdí cikánovu žárlivost. Ten považuje hraběte za Leina svůdce. Opět přichází bláznivá žebračka, která se šíleně chechtá a prozradí, že je Angelina a že to byla ona, kdo přivlekl Leu na zámek. Mladý cikán v ní pozná svou matku.
Lea brzy poté zemře při strašné bouři a starý žid umírá nedlouho po ní. Bárta v lese našel zabitého hraběte. Na mrtvole byl plášť mladého cikána. Na prsou měl hrabě psaní, ve kterém odhalil tajemství svého života – svedl hospodskou Angelinu, té se narodilo mrtvé dítě a místo toho jí podstrčil dítě své zemřelé manželky Emmy s vrozenou vadou a krvavým znamením; v dopise zároveň nařizuje, aby tento syn zdědil jeho majetek.
Mladý cikán je ale souzen pro vraždu. Při výslechu se zjistí, že cikán je skutečně legitimním synem hraběte. K vraždě se nakonec přizná starší cikán, který hraběte zabil ze msty. Také nepocházel z cikánského etnika, ale býval gondoliérem v Benátkách a hrabě mu přebral milenku Angelinu. To mladému hraběti cikán vzkázal v dopise, který napsal již dávno před svou popravou. Angelina skončila v blázinci, kde trpěla výčitkami svědomí a posléze spáchala sebevraždu rozkousáním žil. 
Novému hraběti se ale život na zámku vůbec nelíbí, a tak opět oblékne cikánské šaty a vydá se na toulky po světě.

## Filmová adaptace
Podle románu natočil Karel Anton v roce 1921 stejnojmenný němý film.